# SONALIO
SONALIO（ソナリオ）は、日本のポップ・ミュージックバンドである。

## 略歴
2001年にMeridian Rogueとして結成・活動開始。2006年にメリディアンローグに改名。
2008年9月17日、アルバム「アースボール」にてメジャーデビュー。
2013年1月22日 12時00分をもって現在の名称に再改名。
自ら設立した会社にて音源配信サイト「Frekul」（フリクル）を運営。2011年以降、音源を無料配信しつつ収益化を図る音楽活動に転じた。
2016年頃から活動休止していたが、2022年4月25日をもって正式に解散した。

## 概要
楽曲
楽曲はポップだが、歌詞の思想性が強いこと、スケールが大きく身近な題材（特に恋愛）をあまり扱わないことが特徴。
Frekul（フリクル）
Frekulは、アーティストがメールマガジンを通じて「音源を無料配布」し、ファンを獲得する事によって、実際のライブの動員や関連商品の販売に結び付ける事を企図したビジネスモデルである。
- 2011年1月5日 - 新しい音楽販売ビジネスモデル「オープンド・アーティスト・システム（OAS）」を発表[5]。
- 2011年2月3日 - 海保・長田・斉藤の3名が、300万円の自己資金[6]にて株式会社ワールドスケープを設立[7][8]。
- 2011年5月 - 「フリクル」を開設[9][10][11]。
- 2012年3月 - ベンチャーキャピタル「サムライインキュベート[12]」より出資を受ける。
- 2012年7月19日 - 「オンライン投げ銭[13]」開始。
- 2012年8月10日 - アーティスト向け有償サービス「PROアーティスト会員機能」開始。
- 2012年10月1日 - 有料ファンクラブ機能「プレミアムサポーター・サービス」開始。
- 2013年1月11日 - サービス名称を「Frekul」へ変更。サイトデザインをリニューアル。
- 2013年1月 - リスナー約16,000人、ミュージシャン約1000組が登録。
- 2013年4月4日 - 「Frekul×カラオケの鉄人　誰でもカラオケ配信サービス[14]」が正式開始。
- 2013年4月22日 - デザイン専門のコンペ開催クラウドソーシングサービス「designclue」と提携[15]。

## メンバー

### 解散時のメンバー
海保 堅太朗（かいほ けんたろう、12月8日 - ） - ドラマー
- 株式会社ワールドスケープ代表取締役社長[17][18]。
- リーダーを務めている。
- ライブ時、全曲のコーラスを担当している。
- 引きこもって曲を作り続ける斉藤とは逆に、営業活動をはじめとした諸作業を担当。
- 愛用のスティックは楽器屋「ロックイン」で販売されている3セット1500円の表面のカサカサしたやつ。
- 食べ物の味へのこだわりが全くない。ただし水の「硬度」にだけはこだわる。軟水が好き。
- 斉藤と同様、かなりの多弁。その様子はインターネットラジオなどで聞くことができる。長田いわく「二人の話の間に割って入る隙がない」。

長田 秀人（おさだ ひでと、6月15日 - ） - ギター
- 株式会社ワールドスケープ取締役。
- 愛用のギターはシェクター一筋。
- 料理がうまい（メンバーは一度しか食べたことがないらしい）。
- 元々口数の少ないタイプではないが、ラジオやテレビなどにおいて、口数の多すぎる斉藤と海保に挟まれてなかなか発言できない。
- ギターを始めたきっかけは映画「バック・トゥ・ザ・フューチャー」を観て憧れたため。

斉藤 涼（さいとう りょう、10月21日 - ） - ボーカル
- 株式会社ワールドスケープ取締役[19]。
- ほぼ全曲の作詞・作曲者。
- CD音源のキーボード及びミュージックシーケンサーも担当している。
- 幼少時ピアノを習っていたが、大学に入るまでバンド活動はしていなかった。
- ライブでピアノ、ギターを弾きながら歌うこともある。
- 非常に口数が多く、人といる時はほぼずっと喋り続けている。
- 大の酒好きで自室には何十本もの焼酎がある。
- 大学で音楽を始めるまでは漫画家志望だった。

### 過去のメンバー
山守 拓人（やまもり たくと、3月22日 - ） - ベース
SONALIOへ改名したタイミングで加入。2015年10月脱退。

川之上 英知 - ベース
Tomo脱退後に加入。高度なテクニックと多彩な音色を使い分け、メジャーデビューまでの黎明期を支える。作詞・作曲なども手がける。
Toshi - ギター
結成メンバーの一人。結成当初、作詞・作曲のメイン担当。斉藤とはMeridian Rogueの前身時代からバンドを共にする。
Tomo - ベース
結成メンバーの一人。斉藤が大学時代に初めてバンドを結成した際より共にする。後に2人でMeridian Rogueの結成のきっかけを作る。
Kazu - ドラム
結成メンバーの一人。Meridian Rogueの前身バンドのメンバーより誘いを受け、結成メンバーとして参加。

## ディスコグラフィ

### Meridian Rogue名義・メリディアンローグ名義

#### ミニアルバム
1. Prelude（2003年9月27日発売）
  1. inter#1[Prologue]
  2. イカロス
  3. inter#2[Nothing]
  4. 空白の日々
  5. inter#3[Limit]
  6. チャイム
  7. Starry Night-Unplugged Style-
2. MANA（2004年2月17日発売）
  1. inter#4[NAME]
  2. Ｎ
  3. inter#5[LIFE]
  4. EXIST
  5. inter#6[CLEAR]
  6. MELLOW
  7. Fragment-Style MANA-
3. SIN（2004年8月29日発売）
  1. バベルの塔
  2. inter#7[judgment]
  3. 砂の棺
  4. inter#8[messiah]
  5. ソレイユ
  6. inter#9[universe]
  7. ロストガーデン
  8. inter#0[zero]
4. アクアリウム（2005年7月10日発売）
  1. Page[001]
  2. フェアリーテイル
  3. Page[292]
  4. フロンティア
  5. Page[698]
  6. デウス・マキナ
  7. Page[1066]
  8. 水槽の中で
  9. Page[1265]
5. マクロポリス（2006年10月18日発売）
  1. パノラマ
  2. ストリングス
  3. レプリカ
  4. ラティメリア
  5. 蒼星の系譜
  6. バードケージ

#### アルバム
1. アースボール（2008年9月17日発売）
R2 RECORDSより発売した10曲入りのフルアルバム。メジャーデビューアルバム。日月沙絵がジャケットイラストを担当[20]。
2. ゼロの天秤（2010年11月10日発売）
2年ぶりとなる11曲入りのフルアルバム。R2 RECORDSより発売。
3. 白地図と羅針盤（2012年3月14日発売）
4. ガラクタの宝箱（2016年12月20日発売）
  - 配信限定リリース。過去のアルバムに未収録の楽曲を中心にしたバンドとしての最終作品。

#### シングル
1. アンバランス／ライカ（2009年8月26日発売）
初のシングル。テレビ東京系「音流〜On Ryu〜」2009年8月度エンディングテーマ。
2. 翠星コンパス（2010年8月26日発売）
数量限定生産盤。PS2／DS用ゲーム「VitaminX[21]」の舞台化作品「Legend of Vitamin[22]」公式サポートソング。

#### 音楽配信
1. ブランニュー・スタート（2011年3月8日）
2. クローンユニット（2011年4月12日）
3. 光と闇（2011年5月10日）
4. ウェイストランド・イン・メトロポリス（2011年6月14日）
5. ブラインドマスク（2011年7月12日）
6. ダンシング・ウィズ・スペクトラ（2011年8月9日）
7. アットランダム（2011年9月13日）
8. カゲロウノ夢（2011年10月11日）
9. サウンド・アンリミテッド（2011年11月8日）
10. Happy Merry Christmas（2011年12月13日）
11. 幻想羅針盤（2012年1月10日）
12. 宇宙歩行（2012年4月10日）
13. エターナル・D（2012年6月12日）
14. MATERIAL STONE（2012年8月14日）
15. フォーミスフォーチュン（2012年10月9日）
16. Good-bye to planetarium（2012年12月11日）　メリディアンローグ名義での最後の曲

#### DVD
1. Tower of "Babel"（2005年1月22日発売）
2. LIVE COME ALIVE 2006（2006年5月31日発売）
3. アンバランスな世界で僕らは何を信じるか？2009.10.04（2010年1月17日発売）
4. ブランニュー・ユニット・イン・メトロポリスと闇 2011.10.2（2012年2月14日発売）

### SONALIO名義
ミニアルバム
1. holo（2014年6月10日発売）
  1. connected contrast
  2. kokoro konoha
  3. personal innerspcase
  4. eternal D
  5. sofa & whisky
  6. right mind
2. day（2015年5月20日発売）
  1. tadayou
  2. lights
  3. reflect
  4. connected contrast
3. echo（2016年5月18日発売）
  1. diver
  2. iro to ito
  3. silent echo
  4. sy
  5. canaria

#### 音楽配信
1. personal innerspace（2013年1月22日）
2. right mind（2013年4月19日）
3. eternal D（2013年7月1日）
4. connected contrast（2013年8月7日）
5. kokoro konoha（2013年11月2日）
6. sofa&whisky（2014年4月15日）
7. tadayou（2015年5月7日）
8. silent echo（2015年7月27日）

ラジオ番組
- メリディアンローグのミュージックビタミン - パーソナリティ（レインボータウンFM[23]、 2010年7月～2010年12月 毎週木曜19:30-20:00）
- メリディアンローグのひらけオープン！ - パーソナリティ（レインボータウンFM[23]、 2011年3月～2012年3月 毎週水曜22:00-22:30）
- Frekul Broadcast - パーソナリティ（レインボータウンFM[23]、　2012年4月～現在 毎週木曜22:00-22:30）